# 엘리즈 부사글리아
엘리즈 부사글리아(프랑스어: Élise Bussaglia, 1985년 9월 24일 ~ )는 프랑스의 여자 축구 선수이다. 포지션은 미드필더이며 현재는 프랑스 디비지옹 1 페미닌의 디종 소속으로 활동하고 있다.

## 클럽 경력
1992년부터 2000년까지 스당 근교를 연고로 하는 유소년 축구 클럽에서 활동했다. 2000년에 올랭피크 생메미에 합류하면서 디비지옹 1 페미닌 무대에 데뷔했고 2002년에는 프랑스 축구 연맹에서 운영하던 CNFE 클레르퐁텐 여자부에 합류했다. 2004년에 FCF 쥐비지로 이적한 이후에 리그 58경기에 출전하여 13골을 기록했고 쥐비지의 2004-05 쿠프 드 프랑스 페미닌 시즌 우승, 2005-06 디비지옹 1 페미닌 시즌 우승에 기여했다.
2007년부터 2009년까지 몽펠리에 소속으로 활동하면서 리그 41경기에 출전하여 4골을 기록했다. 2008-09 쿠프 드 프랑스 페미닌 시즌에서 몽펠리에의 우승에 기여했으며 2008-09 디비지옹 1 페미닌 시즌에서 몽펠리에의 준우승에 기여했다. 2009년부터 2012년까지 파리 생제르맹 소속으로 활동하던 동안에는 리그 58경기에 출전하여 13골을 기록했으며 파리 생제르맹의 2009-10 쿠프 드 프랑스 페미닌 시즌 우승에 기여했다. 특히 2010-11 시즌에서는 국가 프로 축구 선수 연합(UNFP) 올해의 여자 선수, 디비지옹 1 페미닌 올해의 선수로 선정되는 영예를 안았다.
2012년부터 2015년까지 올랭피크 리옹 소속으로 활동하면서 리그 47경기에 출전하여 9골을 기록했으며 올랭피크 리옹의 디비지옹 1 페미닌 3회 연속 우승, 쿠프 드 프랑스 3회 연속 우승에 기여했다. 2015년부터 2017년까지 독일 프라우엔-분데스리가 소속 여자 축구 클럽인 VfL 볼프스부르크 소속으로 활동하던 동안에는 볼프스부르크의 프라우엔-분데스리가 1회 우승, 여자 FDB-포칼 2회 우승에 기여했고 2015-16 UEFA 여자 챔피언스리그 시즌에서 볼프스부르크의 준우승에 기여했다.
2017년에 스페인 프리메라 디비시온 페메니나 소속 여자 축구 클럽인 바르셀로나로 이적했으며 2018 코파 데 라 레이나 시즌에서 바르셀로나의 우승에 기여했다. 2018년에 디종으로 이적하면서 프랑스 디비지옹 1 페미닌 무대에 복귀했고 2019-20 디비지옹 1 페미닌 시즌이 종료된 이후에 은퇴할 예정임을 표명했다.

## 국가대표 경력
독일에서 개최된 2003년 UEFA U-19 여자 축구 선수권 대회에 참가하여 프랑스의 우승에 기여했다. 2003년 11월 15일에 열린 폴란드와의 UEFA 여자 유로 2005 예선 경기에 처음 출전하면서 프랑스 여자 축구 국가대표팀 선수로 데뷔했는데 프랑스는 폴란드에 7-1 승리를 기록했다. 잉글랜드에서 개최된 UEFA 여자 유로 2005에 참가했으나 프랑스는 조별 예선에서 탈락했다.
핀란드에서 개최된 UEFA 여자 유로 2009에 참가하여 조별 예선 3경기에 기용되었는데 프랑스는 8강전에 진출했다. 독일에서 개최된 2011년 FIFA 여자 월드컵에서는 본선 6경기에 모두 출전하여 프랑스가 4위를 차지하는 데에 기여했다. 특히 잉글랜드와의 8강전 경기에서 1-1 동점골을 기록하여 승부를 연장전까지 이어지도록 만들었고 프랑스는 승부차기 끝에 잉글랜드를 누르고 준결승전에 진출하게 된다. 영국 런던에서 개최된 2012년 하계 올림픽에서 본선 6경기에 모두 출전했으며 프랑스는 해당 대회에서 4위를 차지했다.
스웨덴에서 개최된 UEFA 여자 유로 2013에서는 본선 4경기에 모두 출전하여 프랑스의 8강전 진출에 기여했다. 캐나다에서 개최된 2015년 FIFA 여자 월드컵, 브라질 리우데자네이루에서 개최된 2016년 하계 올림픽, 네덜란드에서 개최된 UEFA 여자 유로 2017, 프랑스에서 개최된 2019년 FIFA 여자 월드컵에 참가했으며 2019년에 국가대표팀에서 은퇴할 때까지 192경기에 출전하여 30골을 기록했다.

## 수상

### 클럽
FCF 쥐비지
- 디비지옹 1 페미닌 1회 우승 (2005-06)
- 쿠프 드 프랑스 페미닌 1회 우승 (2004-05)

몽펠리에
- 쿠프 드 프랑스 페미닌 1회 우승 (2008-09)

파리 생제르맹
- 쿠프 드 프랑스 페미닌 1회 우승 (2009-10)

올랭피크 리옹
- 디비지옹 1 페미닌 3회 우승 (2012-13, 2013-14, 2014-15)
- 쿠프 드 프랑스 페미닌 3회 우승 (2012-13, 2013-14, 2014-15)

VfL 볼프스부르크
- 프라우엔-분데스리가 1회 우승 (2016-17)
- 여자 DFB-포칼 2회 우승 (2015-16, 2016-17)

바르셀로나
- 코파 데 라 레이나 1회 우승 (2018)
- 코파 카탈루냐 1회 우승 (2017)

### 국가대표
- 2003년 UEFA U-19 여자 축구 선수권 대회 우승
- 2012년 키프로스컵 우승
- 2014년 키프로스컵 우승
- 2017년 시빌리브스컵 우승

### 개인
- 2010-11 시즌 국가 프로 축구 선수 연합(UNFP) 선정 올해의 여자 선수 수상
- 2010-11 시즌 디비지옹 1 페미닌 올해의 선수 수상